# Doubková
Doubková (Daubková, Na Skalce) je bývalá usedlost v Praze na Smíchově v ulici Bieblova. Je chráněna jako kulturní památka České republiky pod názvem „Skalka“.

## Historie
Usedlost byla na vinici postavena kolem roku 1730. Poblíž se nacházelo hliniště, ve kterém se těžila hlína pro cihelnu patřící Santošce. Roku 1813 získala usedlost s pozemky rodina rytíře Daubka, která vlastnila více usedlostí a pozemků v okolí (Santoška, Václavka, Březinka, Klavírka, Hliniště). Rodině patřila usedlost přes sto let.
Popis
Jednopatrová klasicistní budova s řadou oken má valbovou střechu s výrazným čelním štítem. Z ohradní zdi zbylo pouze torzo, které zdobí socha svatého Jana Nepomuckého z konce 18. století v nadživotní velikosti.
Sady Na Skalce
Na části pozemků Doubkové a Santošky nechal rytíř Daubek v letech 1891–1894 zbudovat sady s jezírkem v centrální části podle návrhu zahradního architekta Františka Thomayera. Po jejich dokončení je věnoval Smíchovské obci. V nejvyšším bodě parku na skalisku nad jezírkem stojí železný vyhlídkový pavilon. Na severní severní straně parku stával dřevěný pavilon, původně umístěný na Národopisné výstavě konané roku 1895. Ten sloužil jako restaurace a zbořen byl v 70. letech 20. století.
Na pozemcích usedlosti stojí činžovní domy, které ještě začátkem 20. století patřily rodině Daubkově. Obytná budova usedlosti slouží k bydlení, v hospodářských stavbách jsou kanceláře.